# Sängerslust-Polka
Sängerslust-Polka, op. 328, är en polka-française av Johann Strauss den yngre. Den framfördes första gången den 12 oktober 1868 (körversion) i Sofienbad-Saal i Wien. Den rena orkesterversionen framfördes första gången den 15 oktober 1868 i Kursalon i Wiener Stadtpark.

## Historia

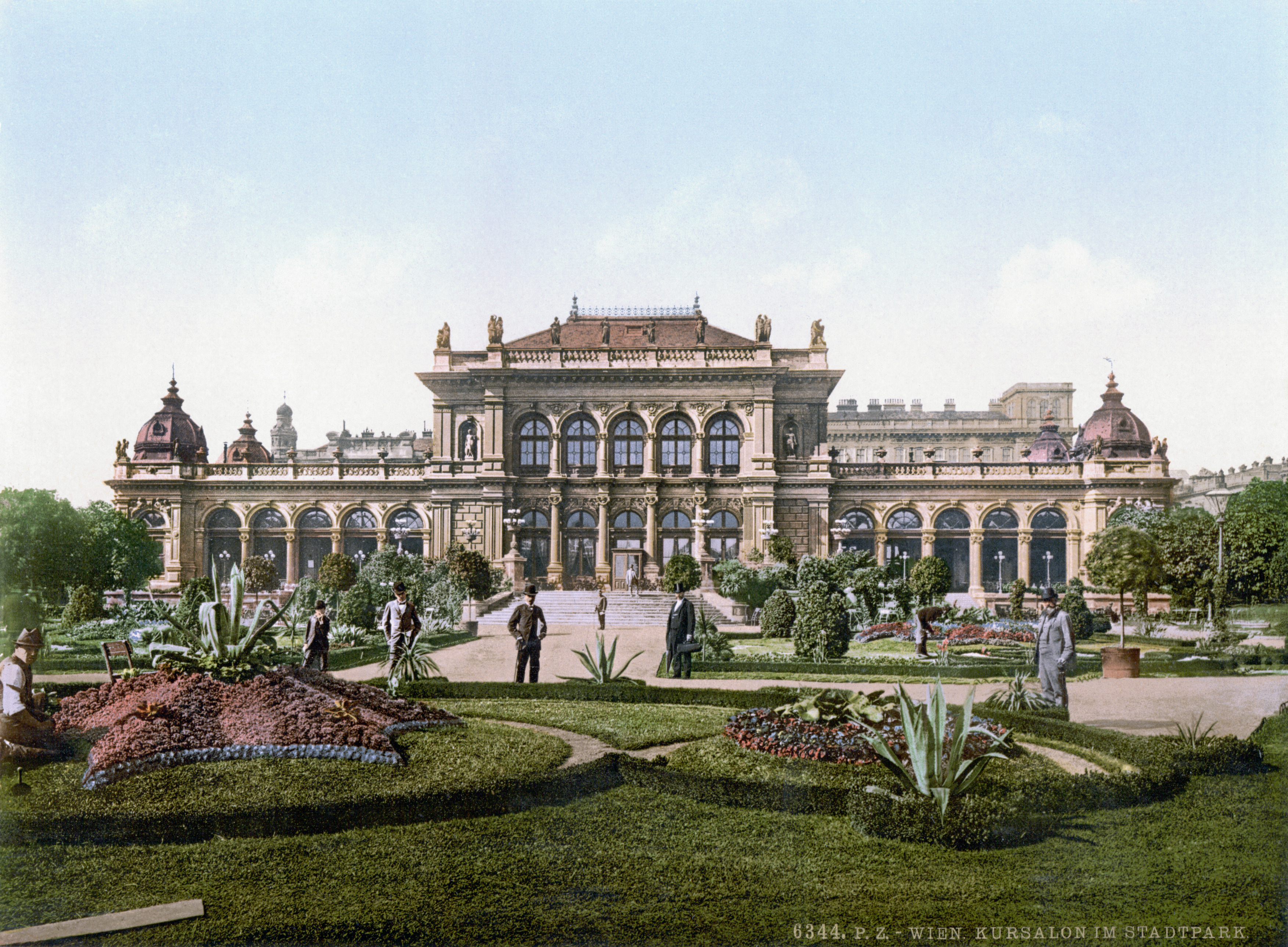
Kursalon, vykort från ca 1900.

Hösten 1868 firade manskören Wiener Männergesang-Verein sitt 25-årsjubileum med flera konserter och den 12 oktober hölls en galaföreställning i Sofienbad-Saal. Med anledning av firandet tog manskören tillfället i akt och förärade hedersmedlemskap åt bland andra Johann Strauss den yngre (som erkändes som en "äkta vän av föreningen och dess strävande). Även Franz Liszt, Richard Wagner och Anton Rubinstein tilldelas denna ära. Från sitt hem i förorten Hietzing skrev Strauss ett tackbrev: "Under min långa artistkarriär har jag åtnjutit många kära och upphöjda utmärkelser, men ingen har berett mig större glädje än utnämningen till hedersledamot av Wiener Männergesang-Verein, vilken med rätta kan benämnas som stoltheten i vårt musikaliska fädernesland. Vänligen ta emot min djupaste tacksamhet för denna ära liksom min försäkran att jag alltid ska vara redo med glädje och kärlek att bistå föreningen med mina modesta talanger när som den påkallas."
Till galaföreställningen komponerade Strauss en ny polka med den passande titeln Sängerslust-Polka (Sångarglädje). Till polkan skrev körens huspoet Josef Weyl (1821-95) en text. Weyl hade även bistått Strauss med text till valsen An der schönen blauen Donau (op. 314) föregående år. Kören dirigerades av kormästaren Rudolf Weinwurm (1835--1911) medan Adolf Lorenzon (en annan medlem av kören) spelade harmonium och bröderna Johann och Josef Strauss spelade pianoduett. Pressen skrev om polkan omedelbara succé. I Theather-Blätter stod det att läsa: "Johann Strauss stal föreställningen; hans körstycke 'Sängerlustpolka' [sic] utsmyckad med en utmärkt text av Weyl drog ned stormande applåder. Kören, som fick mitt hjärta att hoppa, hade en elektrisk effekt. Strauss ropades fram och applåderna la sig inte förrän de otröttliga sångarna, som sjöng körverket med utomordentlig schwung, hade tagit om verket". Fremden-Blatt skrev den 13 oktober: "Pärlan bland styckena som framfördes av Gesangverein var 'Sångerlust-Polka' [sic], en polka av Johann Strauss, ett friskt och vibrerande stycke av valskungen. Strauss ropades in gång på gång och det framstår nu att den 'Vackra blå Donau' har fått en rival".

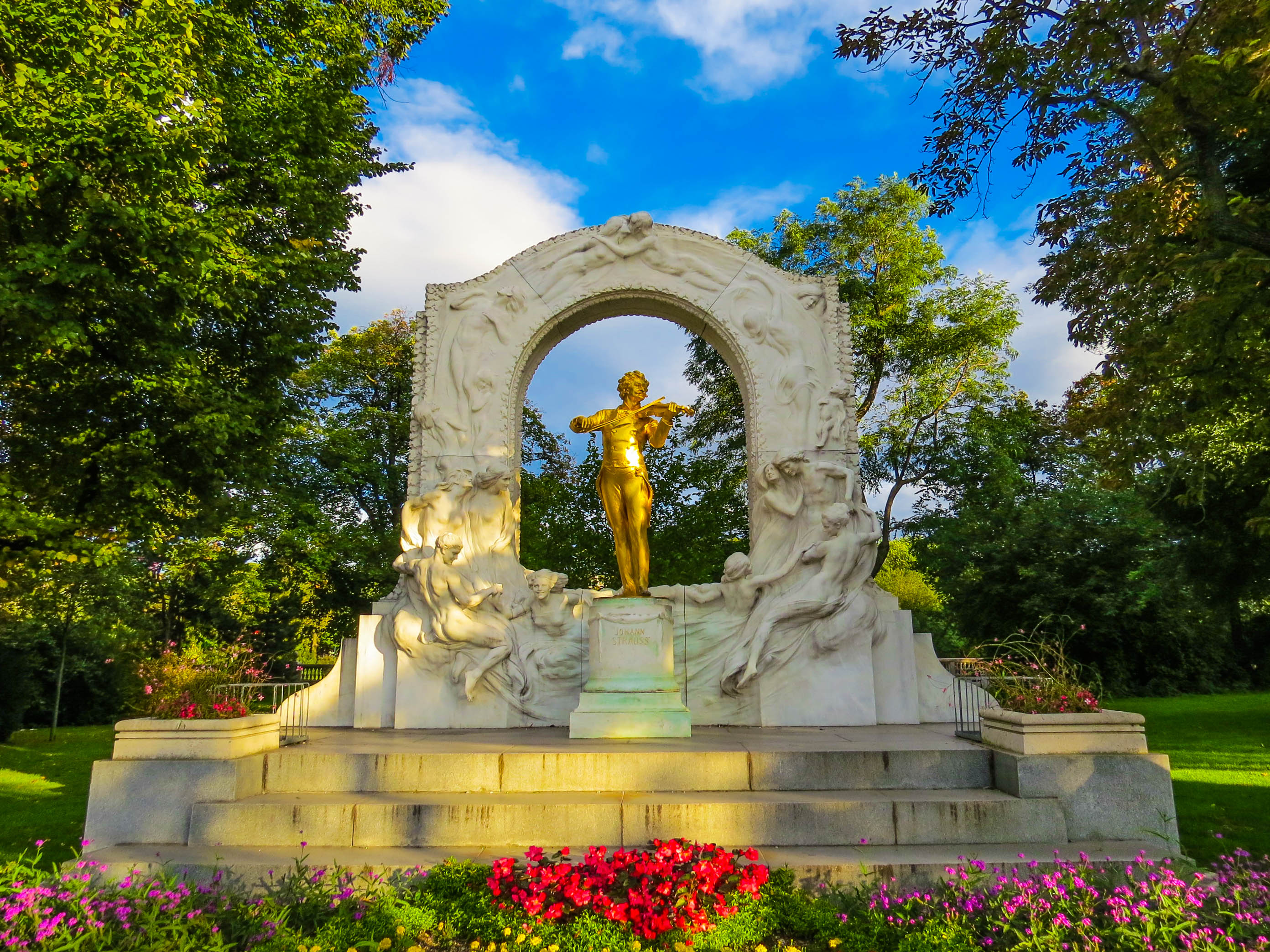
Johann Strauss-monumentet i Wiener Stadtpark.

Den 11 oktober 1868 annonserade Fremden-Blatt att Josef och Eduard Strauss skulle ge en promenadkonsert med Straussorkestern i Kursalon i Wiener Stadtpark den 15 oktober, och att Johann Strauss skulle efterskänka sitt gage till välgörenhet samt medverka vid evenemanget. Bland nyheterna i programmet utlovades den första framförandet av Sängerlust-Polka i en ren orkesterversion. Efteråt beskrev reportern från tidningen konsertern: "Herrar och damer satt tätt sida vid sida i de vackra rummen och lyssnade till ljudet av Straussorkestern och applåderade varje nummer. Hovkapellmusikdirektören Johann Strauss, som dirigerade åtskilliga stycken helt gratis, mottog de största applåder. Hans nya polka 'Sängerlust' [sic], tillägnade Männergesang-Verein, fick upprepas tre gånger och varken publiken, outtröttlig med sina applåder, eller Strauss, outtröttlig i sitt dirigerande, slutade förrän maestron började spela 'Vackra Donau', 'Geschichten aus dem Wienerwald' och 'Freikugeln', vilket framkallade ytterligare applåder, vilka också gavs åt de stycken som de andra bröderna Strauss dirigerade i detta utsökta program".
Strauss promenadkonsert i Kursalon fick en särskild betydelse för musikhistorien i Wien. Stadsfullmäktige hade ursprungligen bestämt att inga konserter skulle få hållas i Kursalon med motiveringen att byggnaden var avsedd för folk som ville nyttja ställets hälsobringande och renande vatten. Enbart detta hade inte räckt för att locka folk i allmänhet och det begränsande klientelet hotade ställets överlevnad. Kursalon hade öppnats 1867 och existerar fortfarande som café och restaurang. Beläget i sydvästra hörnet av Stadtpark och med Edmund Hellmers berömda minnesmonument av Johann Strauss den yngre framför själva byggnaden. Monumentet avtäcktes den 26 juni 1921. 
Det var enda gången som det finns belagt att Johann Strauss framträdde i den salong framför vilken det berömda Straussmonumentet nu står.

## Om polkan
Speltiden för körversionen är ca 3 minuter och 22 sekunder, och för orkesterversionen ca 3 minuter och 40 sekunder plus minus några sekunder beroende på dirigentens musikaliska tolkning.